# Žakarovce (przystanek kolejowy)
Žakarovce – przystanek kolejowy znajdujący się we wsi Žakarovce w kraju koszyckim na linii kolejowej 173 Margecany – Červená Skala, na Słowacji.